# Lancer du poids masculin aux championnats du monde d'athlétisme 2013
Navigation
Daegu 2011 Pékin 2015
L'épreuve du lancer du poids masculin des championnats du monde de 2013 s'est déroulée les 15 et 16 août 2013 dans le Stade Loujniki, le stade olympique de Moscou. Elle est remportée par l'Allemand David Storl.

## Records et performances

### Records
Les records du lancer du poids hommes (mondial, des championnats et par continent) étaient avant les championnats 2013 les suivants.
| Record du monde           | Randy Barnes                 | États-Unis         | 23,12 m | Los Angeles | 20 mai 1990     |
| Record des championnats   | Werner Günthör               | Suisse             | 22,23 m | Rome        | 29 août 1987    |
| Record d'Afrique          | Janus Robberts               | Afrique du Sud     | 21,97 m | Eugene      | 2 juin 2001     |
| Record d'Asie             | Sultan Abdulmajeed Alhabashi | Arabie saoudite    | 21,13 m | Doha        | 8 mai 2009      |
| Record d'Amérique du Nord | Randy Barnes                 | États-Unis         | 23,12 m | Los Angeles | 20 mai 1990     |
| Record d'Amérique du Sud  | Germán Lauro                 | Argentine          | 21,26 m | Doha        | 10 mai 2013     |
| Record d'Europe           | Ulf Timmermann               | Allemagne de l'Est | 23,06 m | Hanía       | 22 mai 1988     |
| Record d'Océanie          | Scott Martin                 | Australie          | 21,26 m | Melbourne   | 21 février 2008 |

### Meilleures performances de l'année 2013
Les dix lanceurs de poids les plus performants de l'année sont, avant les championnats, les suivants. 
| 1 | Ryan Whiting    | États-Unis | 22,28 m | Doha                            | 10 mai 2013     |
| 2 | Reese Hoffa     | États-Unis | 21,71 m | Des Moines                      | 27 avril 2013   |
| 3 | Justin Rodhe    | Canada     | 21,29 m | Des Moines                      | 27 avril 2013   |
| 4 | Germán Lauro    | Argentine  | 21,26 m | Doha                            | 10 mai 2013     |
| 5 | Ryan Crouser    | États-Unis | 21,09 m | Waco, Texas                     | 5 mai 2013      |
| 5 | Zach Lloyd      | États-Unis | 21,09 m | Des Moines                      | 23 juin 2013    |
| 5 | Dylan Armstrong | Canada     | 21,09 m | Victoria (Colombie-Britannique) | 5 juillet 2013  |
| 5 | Georgi Ivanov   | Bulgarie   | 21,09 m | Ústí nad Labem                  | 20 juillet 2013 |
| 9 | Ladislav Prášil | Tchéquie   | 21,04 m | Tábor                           | 15 juin 2013    |
| 9 | David Storl     | Allemagne  | 21,04 m | Ulm                             | 7 juillet 2013  |

## Engagés
Pour se qualifier, il faut avoir réalisé au moins 20,60 m (minimum A) ou 20,10 m (minimum B) entre le 1er octobre 2012 et le 29 juillet 2013.

## Médaillés
| Or          | Argent       | Bronze          |
| David Storl | Ryan Whiting | Dylan Armstrong |

## Résultats

### Finale
| Rang               | Athlète         | Pays       | Essais  | Essais  | Essais  | Essais  | Essais  | Essais  | Marque  | Notes |
| Rang               | Athlète         | Pays       | 1       | 2       | 3       | 4       | 5       | 6       | Marque  | Notes |
| ------------------ | --------------- | ---------- | ------- | ------- | ------- | ------- | ------- | ------- | ------- | ----- |
| Médaille d'or      | David Storl     | Allemagne  | 21,19 m | 21,24 m | x       | 21,73 m | x       | x       | 21,73 m | SB    |
| Médaille d'argent  | Ryan Whiting    | États-Unis | 21,57 m | x       | 21,35 m | 21,20 m | x       | 21,22 m | 21,57 m |       |
| Médaille de bronze | Dylan Armstrong | Canada     | 20,38 m | 21,10 m | 20,73 m | 20,87 m | 21,34 m | 20,46 m | 21,34 m | SB    |
| 4                  | Reese Hoffa     | États-Unis | 20,59 m | 21,12 m | x       | 20,72 m | 20,64 m | x       | 21,12 m |       |
| 5                  | Ladislav Prášil | Tchéquie   | 20,60 m | 20,98 m | 20,89 m | 20,76 m | 20,83 m | 20,93 m | 20,98 m |       |
| 6                  | Tomasz Majewski | Pologne    | 20,46 m | 20,89 m | x       | 20,91 m | 20,98 m | x       | 20,98 m | SB    |
| 7                  | Germán Lauro    | Argentine  | 19,69 m | 20,26 m | 19,23 m | 20,40 m | 19,30 m | 20,06 m | 20,40 m |       |
| 8                  | Georgi Ivanov   | Bulgarie   | 20,29 m | x       | 20,39 m | x       | 20,19 m | x       | 20,39 m |       |
| 9                  | Cory Martin     | États-Unis | 20,09 m | x       | 20,06 m |         |         |         | 20,09 m |       |
| 10                 | Asmir Kolašinac | Serbie     | 19,96 m | 19,78 m | x       |         |         |         | 19,96 m |       |
| 11                 | Antonín Žalský  | Tchéquie   | 19,54 m | x       | x       |         |         |         | 19,54 m |       |
| 12                 | Martin Stašek   | Tchéquie   | 19,10 m | x       | x       |         |         |         | 19,10 m |       |

### Qualifications
| Rang | Groupe | Athlète           | Nationalité        | #1      | #2      | #3      | Résultat | Notes |
| ---- | ------ | ----------------- | ------------------ | ------- | ------- | ------- | -------- | ----- |
| 1    | B      | Ryan Whiting      | États-Unis         | 21,51 m |         |         | 21,51 m  | Q     |
| 2    | A      | Ladislav Prášil   | Tchéquie           | 20,90 m |         |         | 20,90 m  | Q     |
| 3    | B      | Tomasz Majewski   | Pologne            | 20,02 m | 20,76 m |         | 20,76 m  | Q     |
| 4    | B      | David Storl       | Allemagne          | 20,29 m | 20,22 m | 20,71 m | 20,71 m  | Q     |
| 5    | A      | Reese Hoffa       | États-Unis         | 20,33 m | 20,24 m | 20,42 m | 20,42 m  | q     |
| 6    | A      | Georgi Ivanov     | Bulgarie           | x       | 20,40 m | 19,97 m | 20,40 m  | q     |
| 7    | B      | Dylan Armstrong   | Canada             | 19,95 m | 20,39 m | 20,35 m | 20,39 m  | q     |
| 8    | B      | Cory Martin       | États-Unis         | 20,18 m | 19,89 m | 20,18 m | 20,18 m  | q     |
| 9    | B      | Germán Lauro      | Argentine          | 20,09 m | 20,07 m | 19,88 m | 20,09 m  | q     |
| 10   | A      | Asmir Kolašinac   | Serbie             | x       | 19,74 m | 20,07 m | 20,07 m  | q     |
| 11   | B      | Martin Stašek     | Tchéquie           | 19,60 m | 19,80 m | 20,04 m | 20,04 m  | q     |
| 12   | A      | Antonín Žalský    | Tchéquie           | 19,59 m | 19,28 m | 19,76 m | 19,76 m  | q     |
| 13   | A      | Maksim Sidorov    | Russie             | 19,34 m | 19,63 m | x       | 19,63 m  |       |
| 14   | B      | Leif Arrhenius    | Suède              | 19,27 m | 19,08 m | 19,53 m | 19,53 m  |       |
| 15   | A      | Orazio Cremona    | Afrique du Sud     | 19,39 m | 19,42 m | 19,23 m | 19,42 m  |       |
| 16   | A      | Marco Fortes      | Portugal           | 19,38 m | 19,19 m | x       | 19,38 m  |       |
| 17   | A      | Jakub Szyszkowski | Pologne            | 19,36 m | 19,26 m | x       | 19,36 m  |       |
| 18   | B      | Sultan al-Habashi | Arabie saoudite    | 18,80 m | 19,22 m | 17,88 m | 19,22 m  |       |
| 19   | B      | Hamza Alić        | Bosnie-Herzégovine | 19,18 m | x       | x       | 19,18 m  |       |
| 20   | A      | O'Dayne Richards  | Jamaïque           | 19,08 m | 18,89 m | 18,86 m | 19,08 m  |       |
| 21   | B      | Aleksandr Lesnoy  | Russie             | 19,01 m | x       | x       | 19,01 m  |       |
| 22   | A      | Kemal Mešić       | Bosnie-Herzégovine | 18,98 m | x       | x       | 18,98 m  |       |
| 23   | B      | Borja Vivas       | Espagne            | x       | 18,95 m | 18,97 m | 18,97 m  |       |
| 24   | A      | Tim Nedow         | Canada             | x       | 18,72 m | 18,52 m | 18,72 m  |       |
| 25   | A      | Marin Premeru     | Croatie            | x       | 18,71 m | x       | 18,71 m  |       |
| 26   | A      | Zach Loyd         | États-Unis         | 18,40 m | x       | 18,63 m | 18,63 m  |       |
| 27   | B      | Soslan Tsirikhov  | Russie             | 18,53 m | x       | 18,41 m | 18,53 m  |       |
|      | B      | Pavel Lyzhyn      | Biélorussie        | x       | x       | x       | NM       |       |
|      | B      | Raymond Brown     | Jamaïque           |         |         |         | DNS      |       |

## Légende
Records et Performances
- AR : Record continental (area record)
- CR : Record des championnats (championship record)
- MR : Record du meeting (meet record)
- NR : Record national (national record)
- OR : Record olympique (olympic record)
- PR : Record paralympique (paralympic record)
- PB : Record personnel (personal best)
- SB : Meilleure performance personnelle de la saison (season's best)
- WL : Meilleure performance mondiale de l'année (world leader)
- WJR : Record du monde junior (world junior record)
- WR : Record du monde (world record)

Circonstances et Conditions
- DNF : N'a pas terminé (did not finish)
- DNS : N'a pas pris le départ (did not start)
- DQ : Disqualification (disqualification)
- NM : Aucun essai valable enregistré (No Mark)
- Q : Qualifié « directement » au prochain tour (ou à la prochaine compétition), lors d'une compétition majeure, grâce au classement ou à la réalisation des minima (automatic qualifier)
- q : Qualifié au prochain tour (ou à la prochaine compétition), lors d'une compétition majeure, grâce au repêchage ou à la réalisation de l'une des meilleures performances parmi celles des « non qualifiés directement » (grâce au meilleur temps ou à la meilleure distance par exemple) (secondary qualifier)